# 法眼宗
法眼宗（ほうげんしゅう）は、中国で成立した禅宗の一派である。禅宗五家（臨済、潙仰、雲門、曹洞、法眼）の一つ。五代から北宋にかけて栄えた。創始者とされる清涼文益が、没後に南唐の李璟から「大法眼禅師」の諡号を与えられたことに由来する。

## 概要
「五家」観念の初源となった『宗門十規論』を著したことでも知られる清涼文益は曹洞宗の青原行思から数えて8代目の弟子にあたり、南唐を建国した李昪に招かれて首都金陵に入り、教禅一致を重視して禅宗の刷新を進めながら多くの門人を育てた。
特に江南地方にあった南唐・呉越の両国で栄え、呉越では国王の銭氏一族が、永明道潜・天台徳韶・永明延寿らの法眼宗に属する僧らを保護したため、その宗勢が振るった。特に天台徳韶は呉越王銭俶から国師に任じられ、永明延寿は高麗の光宗の要請で僧侶36名を受け入れて法眼宗を高麗に広めることになった。
宋代になると、徳韶・延寿の系統は衰退した。代わって、清涼泰欽や帰宗義柔の系統が、その主となった。泰欽門下からは、雲居道斉・霊隠文勝の師弟が出て活躍したが、次第に衰退に向かい、ついに北宋末には、その系統は断絶してしまった。
元の高峰原妙は、その宗風を、「詳明」という言葉で表現している。